# Yuka Sakazaki
Yuka Sakazaki  (坂崎 ユカ Sakazaki Yuka, nacida el 27 de diciembre de 1992) es una luchadora profesional japonesa quien actualmente trabaja para All Elite Wrestling (AEW). Es muy conocida por su paso por Tokyo Joshi Pro Wrestling, promoción hermana de DDT Pro-Wrestling.

## Primeros años
Sakazaki asistió a una escuela de formación con aspiraciones de hacer comedia. Más tarde se cambió al puroresu, luego de observar la promoción DDT y pensar que ella también podía hacerlo. Por lo que se convirtió en una aprendiz de Tokyo Joshi Pro Wrestling durante ese verano.

## Carrera

### Tokyo Joshi Pro Wrestling (2013–2023)
El 1 de diciembre de 2013, Sakazaki debutó en Tokyo Joshi Pro Wrestling con Ura Erika y Shoko Nakajima en el evento principal. 
El 28 de mayo de 2016, Yuka obtiene su primera lucha titular. Se enfrentó a Miyu Yamashita por el Campeonato Princesa de Princesas de Tokio, siendo derrotada en una gran lucha.
Posteriormente pasó ocho meses luchando bajo el personaje de Mil Clown. Debutó afirmando que Yuka Sakazaki había vuelto al país mágico donde pertenecía. En este periodo tuvo reconocidas luchas con Miyu Yamashita, Hyper Misao, Shoko Nakajima y Candice LeRae.
El 14 de mayo de 2017 regresó con su personaje de 'La chica mágica' Yuka Sakazaki.
El 4 de junio de 2017, Sakazaki logró derrotar a Yuu coronándose como la Princess of Princess Champion por primera vez en su carrera. Sin embargo, perdería el campeonato ante Reika Saiki en su primera defensa titular. Tiempo después, Sakazaki hizo equipo con Shoko Nakajima logrando derrotar a Maho Kurone y Rika Tatsumi, ganando así su primer Princess Tag Team Championship. El 3 de febrero de 2018, Sakazaki y Nakajima pierden sus títulos ante NEO Biishiki-gun (Azusa Christie & Saki-sama).
El 25 de agosto de 2018, luego de quedar vacantes los títulos en pareja, se le dio una nueva oportunidad titular. Haciendo equipo con Mizuki, derrotaron a Maki Itoh y Reika Saiki, convirtiéndose así en dos veces campeona en parejas.
Mientras era campeona, tuvo diversas luchas individuales o fuera de Tokyo Joshi, incluyendo una oportunidad titular frente a Miyu Yamashita, como también una aparición en el evento King of Trios de la promoción CHIKARA.
El 1 de junio de 2019, avanzó a la segunda ronda de la Copa de Princesas de Tokio, tras derrotar a Mina Shirakawa. El 8 de junio de 2019, en su octava defensa, Yuka, junto a Mizuki, pierden los Campeonatos en parejas de TJPW frente a NEO Biishiki-gun (Está vez conformado por Sakisama y Misao).
El 22 de junio, Yuka derrotó a Miu Watanabe, avanzando a las semifinales de la Tokyo Princess Cup, donde el 7 de julio sería eliminada por Yuna Manase.
Yuka apareció en el evento de TJPW en el Korakuen Hall de Tokio el 25 de agosto de 2019 para enfrentarse a Su Yung en una exhibición internacional. Posteriormente el 1 de septiembre en Osaka, hizo equipo con Rika Tatsumi & Antonio Honda para enfrentarse a NEO Biishiki-Gun (Sakisama, Misao & Martha).
En septiembre de 2019, se anunció que Shoko Nakajima defendería su campeonato femenino en uno de los eventos más grandes que realiza DDT Pro-Wrestling al año. Su oponente a elección fue Yuka. Finalmente, el 3 de noviembre de 2019, en DDT Ultimate Party 2019, Yuka Sakazaki derrota a Shoko Nakajima para convertirse en la nueva Princess of Princess Champion por segunda ocasión.
Comenzó el 2020 defendiendo el Princess of Princess Championship ante Miyu Yamashita en el evento Tokyo Joshi Pro '20. Pocos días después se anunció que su siguiente defensa titular sería contra la estadounidense Sü Yüng en el primer show de TJPW en Estados Unidos. Este show acabó cancelándose debido a la Pandemia de COVID-19, lo cual también obligó a TJPW a cancelar todos sus shows con público, reemplazándose estos con eventos cerrados desde el dojo de DDT.  
Luego de que Tokio levantara el estado de emergencia, la promoción volvió a la acción y se realizó una lucha para determinar la nueva retadora de Yuka. La ganadora fue Yuki Aino, quien enfrentó a Yuka Sakazaki por su campeonato en el evento TJPW Brand New Wrestling 4. Yuka retuvo su título en el evento estelar.
En agosto se 2020 se llevó a cabo la Tokyo Princess Cup 2020, siendo Mizuki, su compañera en el equipo 'Magical Sugar Rabbits', la ganadora. Esto le daba una oportunidad titular contra Yuka en el próximo gran show. 
Yuka Sakazaki defenderá su Princess of Princess Championship frente a Mizuki en TJPW Wrestle Princess desde el Tokyo Dome City Hall el próximo 7 de noviembre de 2020.
El 8 de mayo, TJPW anunció que Sakazaki se graduaría de la promoción, su último espectáculo se llevaría a cabo el 1 de diciembre y se desarrollaría en los Estados Unidos el año siguiente.

### All Elite Wrestling (2019–presente)
El 8 de febrero de 2019, Sakazaki junto con Aja Kong fueron anunciadas para la nueva promoción de lucha All Elite Wrestling (AEW) donde se unirían de manera oficial pero no exclusiva y estarían presentes para el primer evento llamado Double or Nothing. El 25 de mayo, Yuka Sakazaki apareció en el evento inaugural de AEW Double or Nothing haciendo equipo con Aja Kong y Emi Sakura, quienes fueron derrotadas ante Hikaru Shida, Riho & Ryo Mizunami. El 29 de junio, Sakazaki apareció como invitada en Fyter Fest, cayendo derrotada ante Riho en un Triple Threat Match que también incluía a Nyla Rose.
El 5 de febrero de 2020, Sakazaki regreso a AEW en el episodio de Dynamite derrotando a Dr. Britt Baker D.M.D. y siendo atacada por la misma rival tras su lucha. Luego, en el episodio del 26 de febrero, fue parte de un Fatal 4-Way con Big Swole, Hikaru Shida y Shanna que terminó ganando Shida.
El 26 de julio de 2021, en el programa Dark: Elevation y derrota a Amber Nova.

### Ring of Honor (2023-presente)
En el episodio del 16 de enero de 2023 de Dark: Elevation, Sakazaki regresó y salvó a Zeda Zhang de un ataque de la Campeona Mundial Femenina de ROH, Athena, después de su combate. Dos semanas después, Sakazaki junto a Skye Blue derrotaron a Athena y Diamante. En ROH Supercard Of Honor, se enfrentó a Athena por el Campeonato Mundial Femenino de ROH, sin embargo perdió.

## Vida Personal
En mayo de 2025, su pareja Konosuke Takeshita, anunció su matrimonio.

## Campeonatos y logros
- Tokyo Joshi Pro Wrestling
  - (Tokyo) Princess of Princess Championship (3 veces)
  - Tokyo Princess Tag Team Championship (3 veces), con Shoko Nakajima (1) y Mizuki (2)

- Pro Wrestling Illustrated
  - Situada en el Nº59 en el PWI Female 150 en 2021.